# Percidae
Famille
Les percidés (Percidae) forment une famille de poissons d'eau douce ou saumâtre de l'hémisphère nord, dont l'espèce-type est la perche commune. Cette famille comporte environ 200 espèces réparties en dix genres.

## Liste des genres
Selon FishBase - 11 genres et 236 espèces:
- Ammocrypta Jordan, 1877
- Crystallaria Jordan et Gilbert in Jordan, 1885
- Etheostoma Rafinesque, 1819
- Gymnocephalus Bloch, 1793
- Nothonotus Putnam, 1863
- Perca Linnaeus, 1758
- Percarina Nordmann, 1840
- Percina Haldeman, 1842
- Romanichthys valsanicola Dumitrescu, Banarescu et Stoica, 1957
- Sander Oken, 1817
- Zingel Cloquet, 1817